# Aggabodhi IX
Aggabodhi IX fou rei d'Anuradhapura (Sri Lanka) del 843 al 846. Fou fill i successor de Dappula III.
Quan va pujar el tron li va disputar el poder el seu cosí Mahinda (fill d'Aggabpdhi VIII) que durant el precedent regne, al no obtenir el govern d'una província del rei Dappula III, com era habitual en prínceps de sang reial (per el temor del rei de fer-ho i augmentar la influència en el país dels futurs rivals del seu propi fill en les pretensions al tron) va fugir a l'Índia on va començar a reclutar un exèrcit per reforçar les seves reivindicacions. Just quan va pujar al tron Aggabodhi, Mahinda va desembarcar a l'illa amb un exèrcit indi que es va trobar amb l'exèrcit reial sent completament derrotat. Mahinda i els seus parents foren capturats i executats.
El rei va dedicar llavors l'atenció a la religió; als vihares menors els va concedir tres pobles (Kantha-pitthi, Yabala i Telagama) i drets d'aigua i va ordenar que cada monjo havia de portar farinetes al seu vihara; una vegada el rei va distribuir diners entre els captaires de tot el país segons les seves necessitats, avisant-los amb un tambor.
Va morir el tercer any del seu regnat i el va succeir el seu germà petit Sena I (Silamegha o Silameghavama II).